# ايفان دورونين
ايفان دورونين (بالروسية: Доронин, Иван Васильевич)‏ (و. 1903 – 1951 م) هو مستكشف من الإمبراطورية الروسية، والاتحاد السوفيتي، كان عضوًا في الحزب الشيوعي السوفيتي، ويحمل رتبة عسكرية عقيد، توفي في موسكو، عن عمر يناهز 48 عاماً.

## جوائز
حصل على جوائز منها:
- وسام لينين
- وسام الحرب الوطنية من الدرجة الأولى
- Jubilee Medal "XX Years of the Workers' and Peasants' Red Army" [الإنجليزية]‏
- وسام "الدفاع عن موسكو"  [لغات أخرى]‏
- بطل الاتحاد السوفيتي
- وسام الراية الحمراء
- وسام النجمة الحمراء
- ميدالية الانتصار على ألمانيا في الحرب الوطنية العظمى 1941-1945
- وسام العمل الشجاع في الحرب الوطنية العظمى 1941-1945.